# Château de Montfaucon
Un autre château de Montfaucon est le château fort (fortement remanié au XIXe siècle) de Montfaucon près de Roquemaure en Occitanie.
Le château de Montfaucon est un château fort (en ruine) près de Besançon, en Bourgogne-Franche-Comté, datant du XIe siècle ayant appartenu à la puissante famille de seigneurs féodaux de Montfaucon. Il fait l’objet d’une inscription au titre des monuments historiques depuis le 7 décembre 1976.

## Historique
Le premier château fort de Montfaucon, en bois, est construit, au XIe siècle, au sommet d'un éperon rocheux, par le premier seigneur de Montfaucon : Conon de Montfaucon, vassal du comte Renaud Ier de Bourgogne et du puissant archevêque de Besançon et prince de l'Empire romain germanique Hugues Ier de Salins.
À la fin du XIIIe siècle, Amédée III de Montfaucon fait  établir un château en pierre à l'emplacement actuel. Un bourg se construit à proximité, et une église est attestée en 1311.
La famille des seigneurs de Montfaucon est alors une des familles de seigneurs les plus puissantes du comté de Bourgogne et du comté de Montbéliard durant tout le Moyen Âge et entre dans la composition de la lignée des comtes de Montbéliard dès le XIIe siècle avec Amédée II de Montfaucon.
En 1477, le château est un des rares châteaux du Comté de Bourgogne à ne pas être détruit par l'armée du roi Louis XI après la mort du duc de Bourgogne Charles le Téméraire et la tentative d'annexion militaire par le roi de France de l'État bourguignon (dont fait partie le Comté de Bourgogne).
Il est transmis au XVe siècle en héritage à la famille des Chalon-Arlay-Prince d'Orange et restera en leur possession jusqu'à la Révolution française.
Le château est abandonné définitivement après la guerre de 10 ans (1634-1644) menée par Richelieu (cardinal et premier ministre de Louis XIII) pour tenter de reconquérir le comté de Bourgogne aux Habsbourg d'Espagne.
En 1984, la commune de Montfaucon achète les ruines du château et entreprend depuis un important et long chantier de restauration pour le tourisme.

## Description

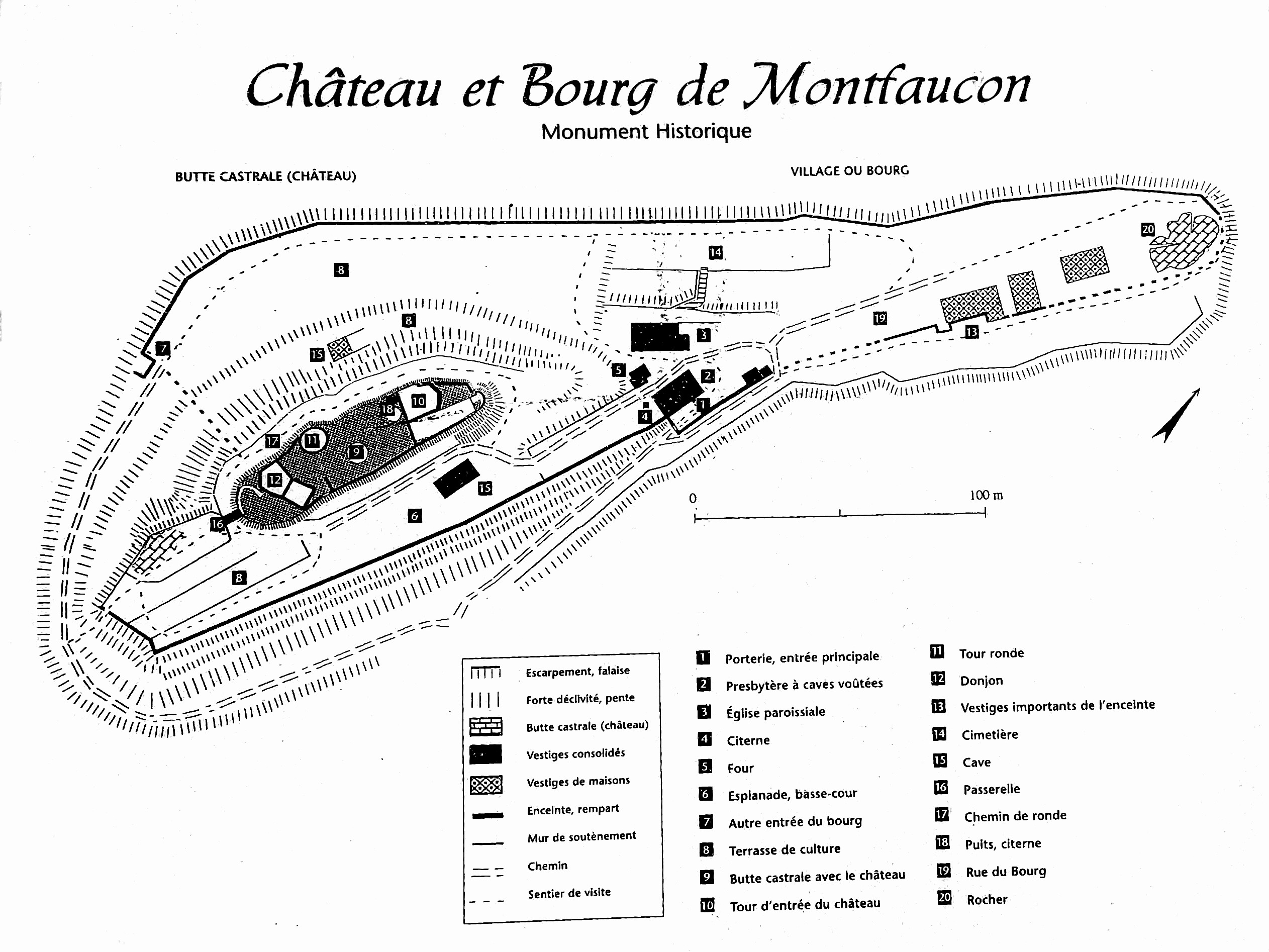
Plan du château et bourg castral.

L'ensemble, château et bourg castral, est édifié sur une crête rocheuse longue d’environ 300 mètres et large de 30 à 100 mètres dont les versants escarpés assurent une première protection. Elle est complétée par trois enceintes successives qui enferment : 
- le bourg situé au nord du château avec son église construite en 1311.
- la basse-cour blottie au pied oriental du château qui comprend une chapelle et des caves.
- le château construit sur une butte castrale de 100 mètres de long et 30 de large protégé par une courtine renforcée au nord par une tour polygonale défendant l’entrée, au sud par un ensemble composé du donjon hexagonal à cinq niveaux et d’une tour carrée[5].

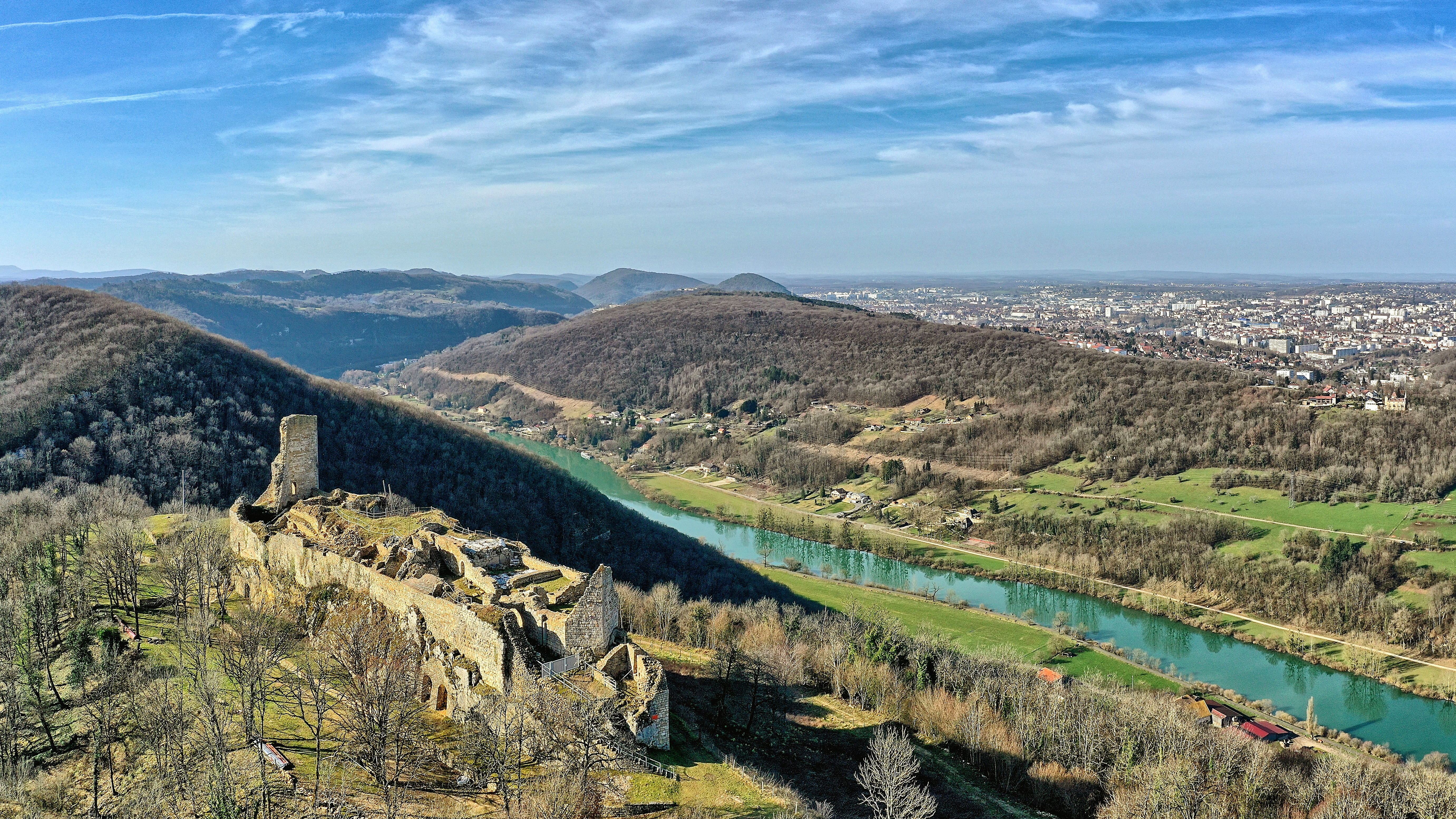
Le château sur sa crête dominant la vallée du Doubs.
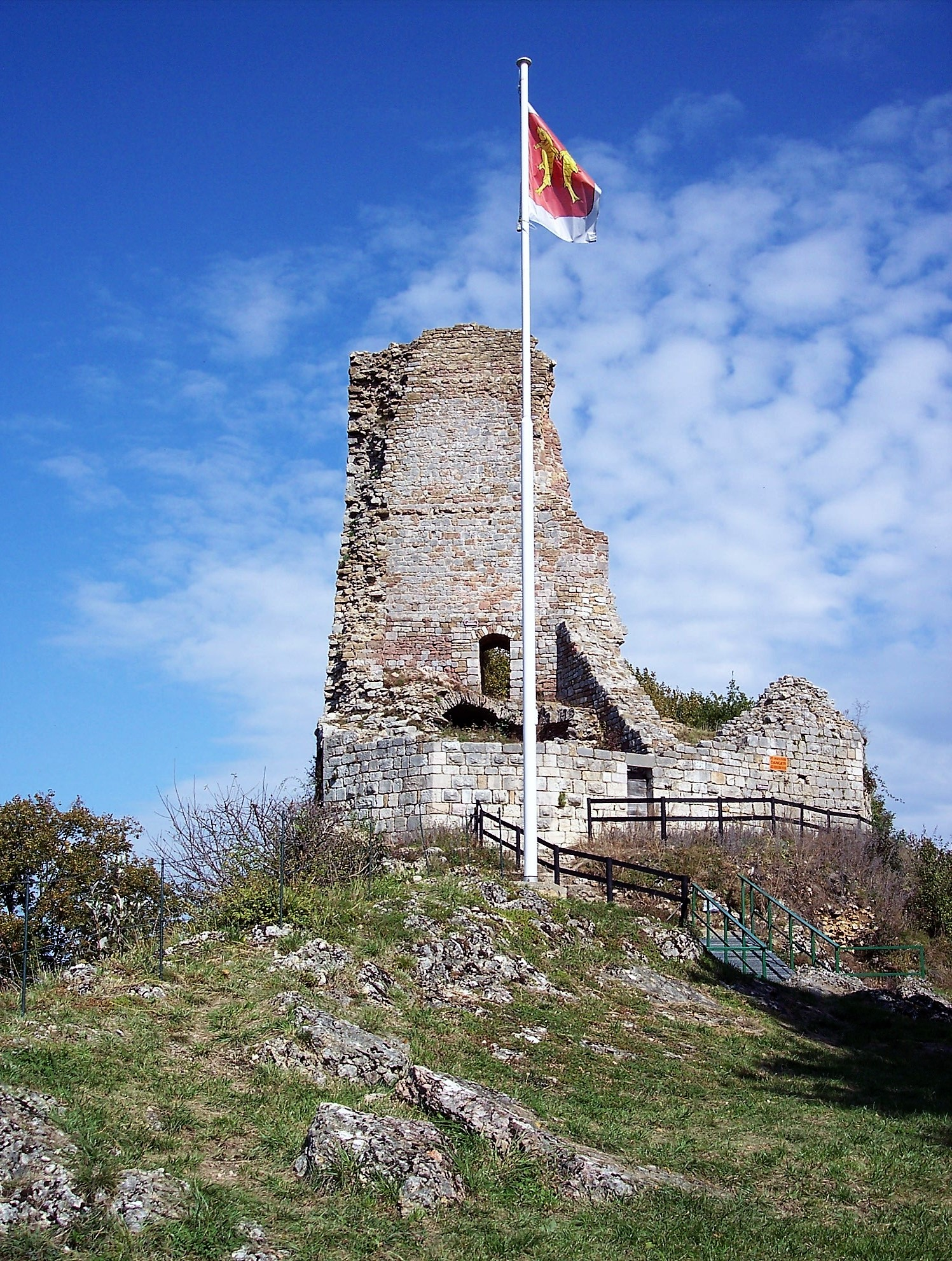
Le donjon hexagonal.
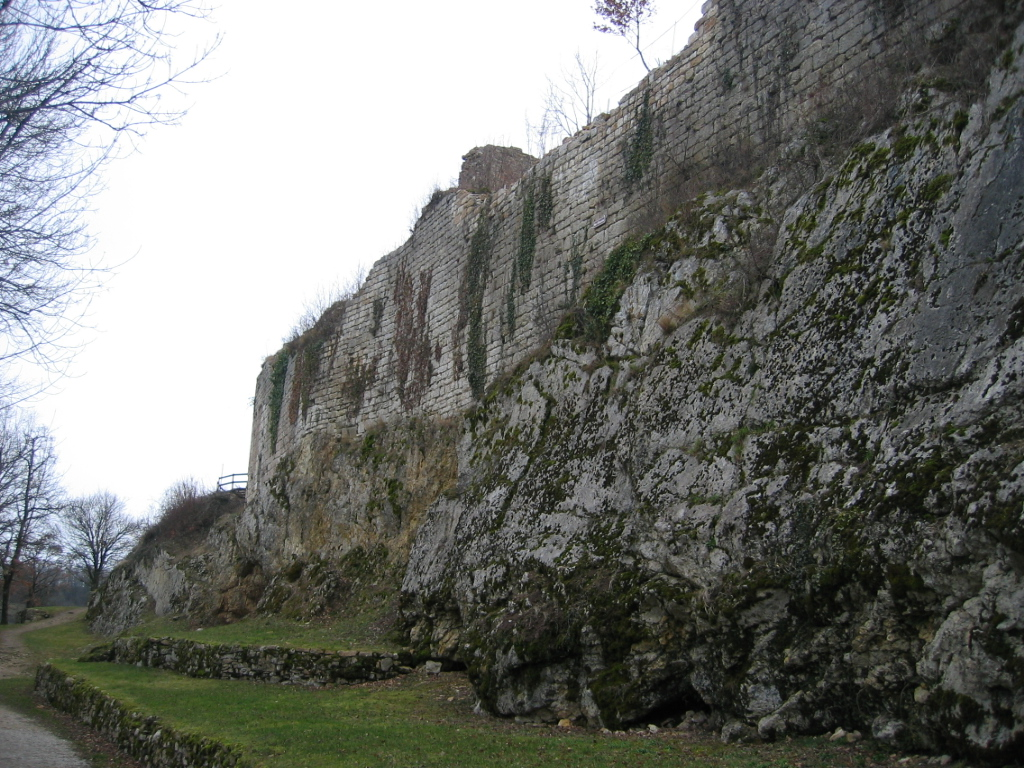
La courtine vue depuis la basse-cour.
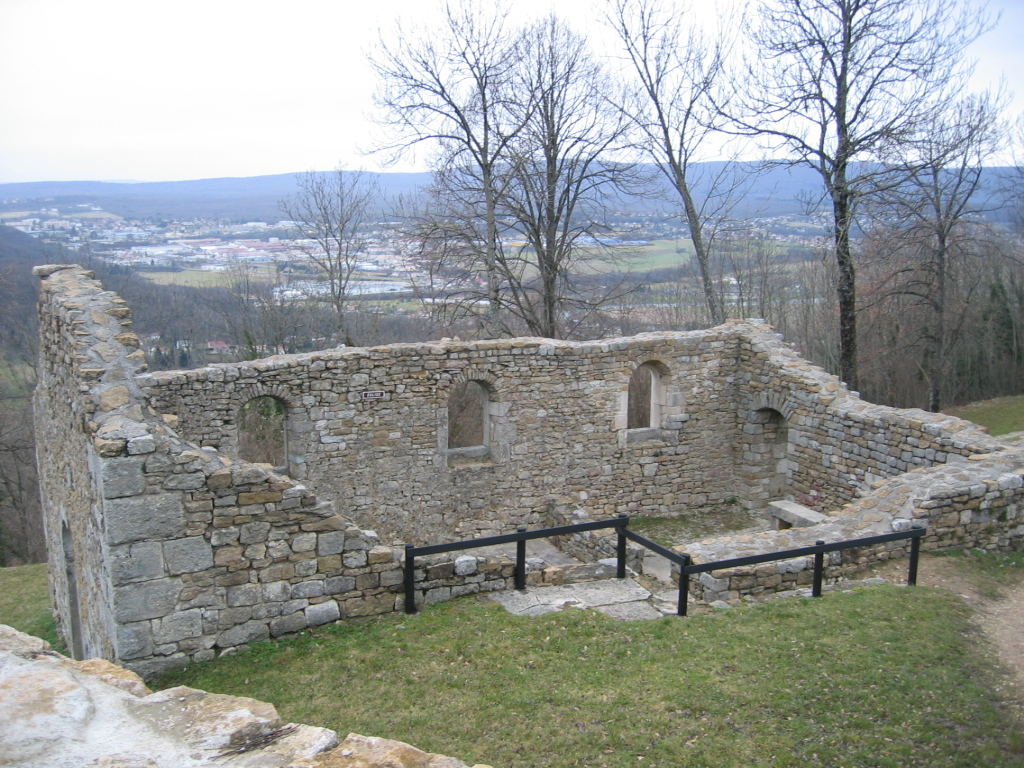
Les restes de l'église.

## Lien externe

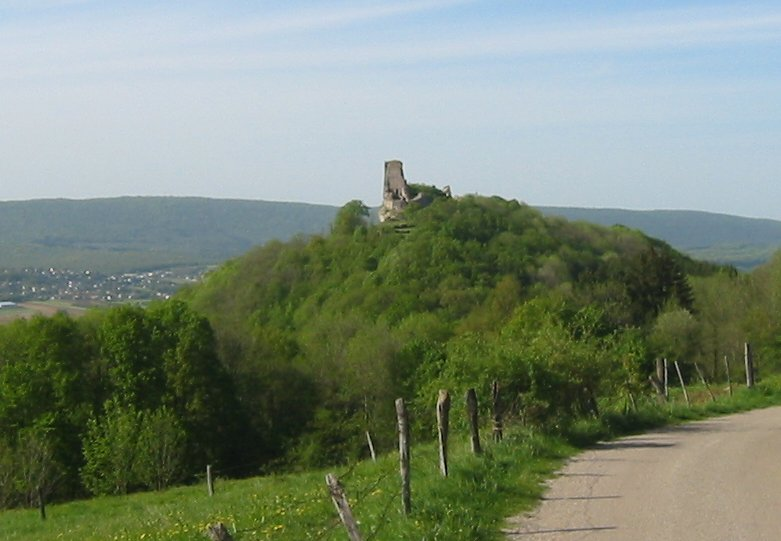
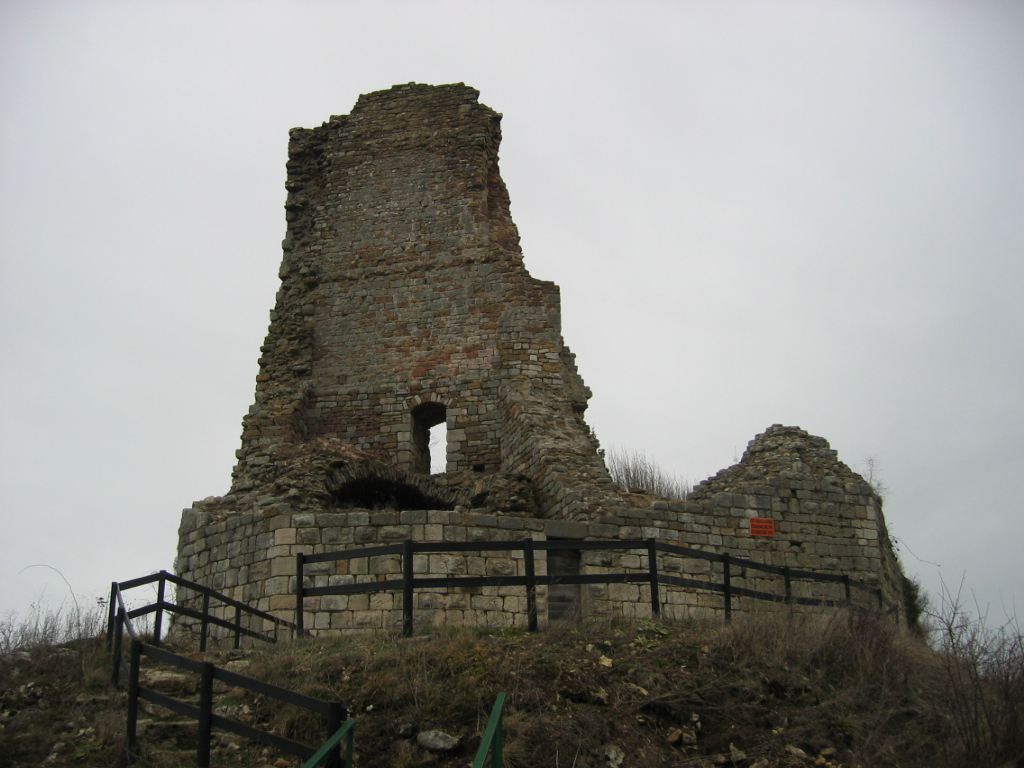
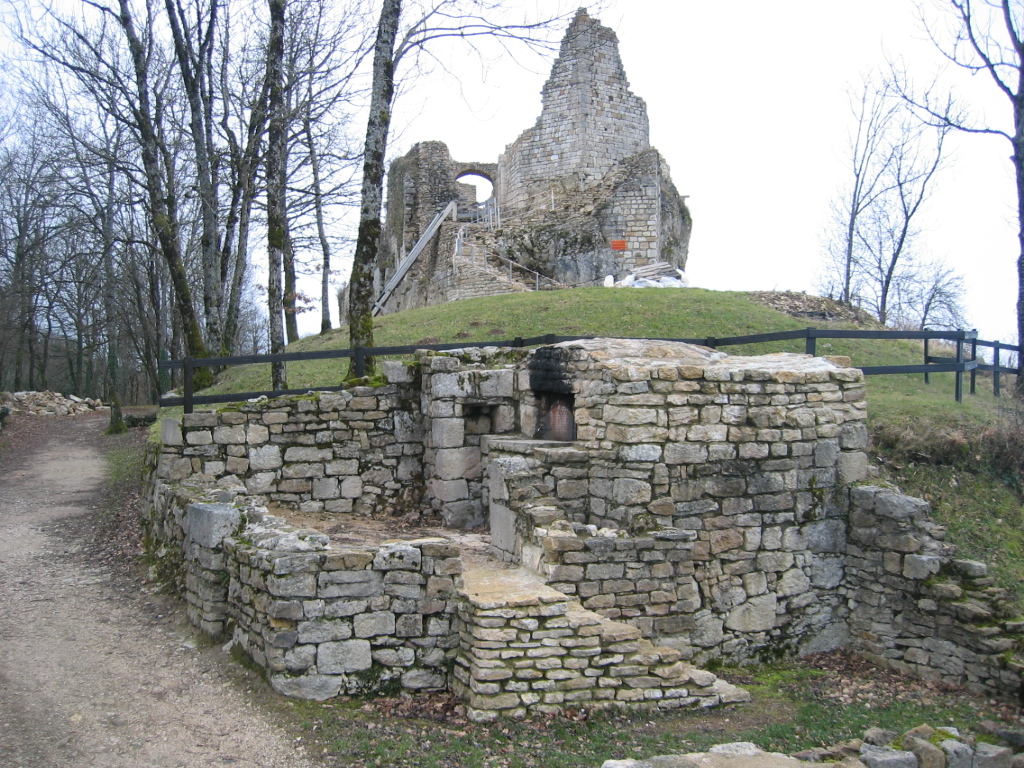
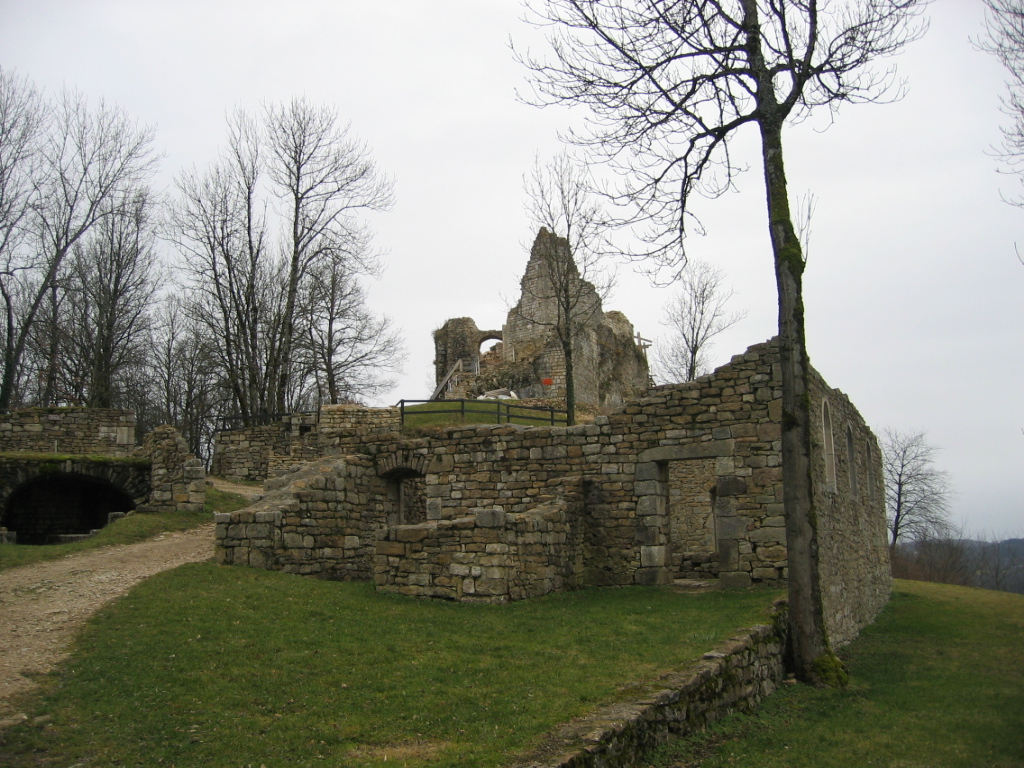
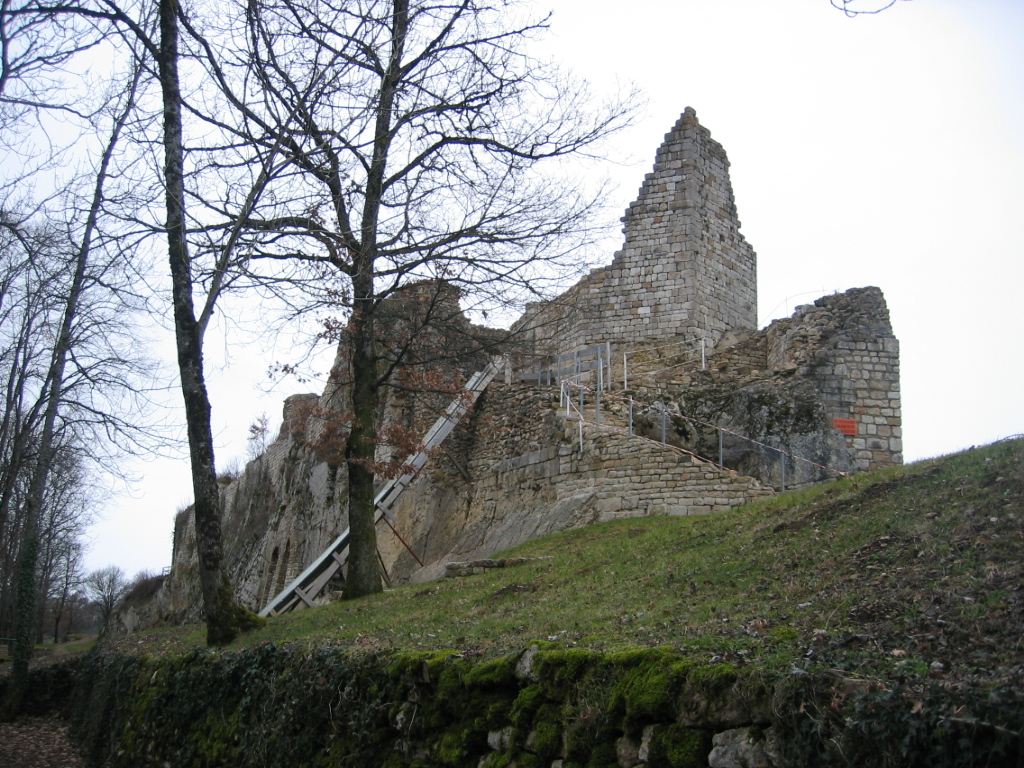
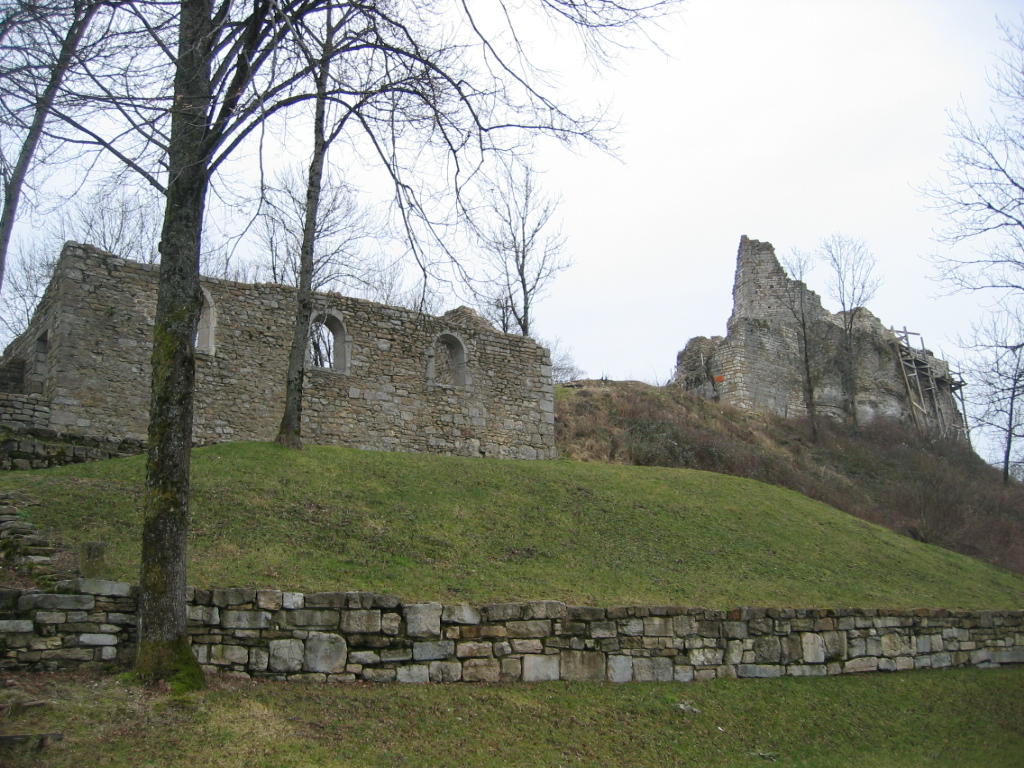